# 謝貫
謝貫，五代十国南汉将领。
謝貫以功官至將軍，有膽勇，喜欢鏖戰，在当時勇名。乾和九年（951年），謝貫與潘崇彻攻打马楚郴州。当时南唐灭马楚，将马氏王族迁到金陵，听说南汉发兵，武安节度使边镐率军前来支援郴州，潘崇徹迎战，謝貫策应，在義章击敗邊鎬，攻陷郴州城。从此嶺南又开始了开疆扩土，之后，宦官吳懷恩率军攻下桂管十一州。